# Petite Martinique

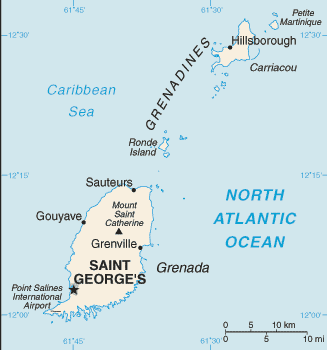
Lägeskarta över Petite Martinique

Petite Martinique är en liten ö i ögruppen Grenadinerna bland de södra Små Antillerna i Karibiska havet i Västindien. Ön tillhör Grenada och utgör nationens nordligaste gräns mot Saint Vincent och Grenadinerna.

## Geografi
Petite Martinique ligger cirka 40 km nordöst om ön Grenada, cirka 6 km öster om ön Carriacou Island och cirka 1 km söder om Petit Saint Vincent. Ön har en areal om cirka 3,7 km² med en diameter på cirka 1,6 km.
Öns högsta punkt är Piton på cirka 230 m ö.h., öns östra del utgörs av en mycket bergig halvö och är helt obebodd.
Petite Martiniques orter utgörs av gamla gårdsområden längs kusten och heter Petite Anse, Kendace , Sussanah, Beausejour, Belle View, Paradise, Good Hope och North Point.
Befolkningen uppgår till cirka 1 000 invånare.
Ön kan endast nås med fartyg då den saknar flygplats, det finns dagliga färjeförbindelser med grannön Carriacou.

## Historia
Petite Martinique beboddes redan kring 1000-talet av Arawakindianer som senare fördrevs av Kariber. Namnet tros härstammar från den förste franske besökaren som liknade ön vid hans hemö Martinique.
Det första skriftliga omnämnandet dateras till år 1656 nedtecknad av franske Père du Tertre.
Hela Grenada löd under Frankrike mellan åren 1650 till 1756 då området erövrades av England tills landet blev oberoende nation 1974.